# Simone Vanni
Simone Vanni, född den 16 februari 1979 i Pisa, Italien, är en italiensk fäktare som tog OS-guld i herrarnas lagtävling i florett i samband med de olympiska fäktningstävlingarna 2004 i Aten.